# ستيف فوستر (كاتب أغاني)
ستيف فوستر (بالإنجليزية: Stephen Edward Foster)‏ هو كاتب أغاني أسترالي، ولد في 30 سبتمبر 1946 في جسر موراي في أستراليا، وتوفي في 25 يناير 2018 في أديلايد في أستراليا بسبب سرطان الرئة.

## وصلات خارجية
- الموقع الرسمي